# Arduina
Arduina Mill. ex L. é um género botânico pertencente à família Apocynaceae, subfamília Rauvolfioideae, tribo Carisseae.

## Sinonímia
- Carissa L.

## Espécies
- Arduina acuminata
- Arduina bispinosa
- Arduina campenoni
- Arduina carandae
- Arduina carandas
- Lista completa